# Chung L. Tang
Chung Liang Tang (* 14. Mai 1934 in Shanghai; † 31. Mai 2022) war ein chinesischstämmiger US-amerikanischer Physiker, der sich mit Quantenelektronik befasste. 
Tang studierte an der University of Washington mit dem Bachelor-Abschluss 1955 sowie am Caltech mit dem Master-Abschluss 1956 und wurde 1960 an der Harvard University in Angewandter Physik promoviert. 1959/60 war er als John Parker Traveling Fellow an der RWTH Aachen. Ab 1960 war er bei Raytheon in der Forschung, wo er 1963 zum Principal Research Scientist ernannt wurde. 1964 wurde er Associate Professor und 1968 Professor an der Cornell University. Ab 1969 war er nur noch Berater bei Raytheon. Er ist Emeritus Spencer T. Olin Professor of Engineering an der Cornell University.
1970/71 war er Gastwissenschaftler in Harvard und am Naval Research Laboratory, 1979/80 war er Gastprofessor an der University of Washington und am Labor für Quantenoptik des CNRS in Paris und 1985 McKay Gastprofessor an der University of California, Berkeley. Er ist insbesondere für Arbeiten zu Traveling Wave Laser-Resonatoren und elektro-optischen Modulatoren bekannt. In den 1990er Jahren befasste er sich mit ultrakurzen Laserpulsen und dem Studium von Femtosekunden-Prozessen in Halbleitern und mit optischer Bistabilität von Halbleiterlasern.
1996 erhielt er den Charles Hard Townes Award. Er war Fellow der National Academy of Engineering (1986), der American Physical Society, des IEEE und der Optical Society of America.
Von 1969 bis 1976 war er Associate Editor des IEEE Journal of Quantum Electronics und er war Associate Editor von Optics Letters. Er gab den Band Quantenelektronik in der Reihe Methods of Experimental Physics heraus und war Mitherausgeber der Bände über Nichtlineare Optik des Treatise on Quantum Electronics (Academic Press).

## Schriften
- mit L. K. Cheng Fundamentals of optical parametric processes and oscillators, Harwood Academic Pub. 1996
- Nonlinear Optics, in American Optical Society Optics Handbook, Band 2, McGraw Hill 1994
- Ultrafast optical pulses in Lerner/Trigg Encyclopedia of Physics, VCH 1990